# Guy Bechtel
Guy Bechtel (nascido em 16 de janeiro de 1931 em Estrasburgo) é um historiador, jornalista e biógrafo francês. Publicou vários livros sobre a intolerância religiosa na Europa. Possui o diploma de doutor em história, o qual recebeu sob a orientação de Emmanuel Le Roy Ladurie. Escreveu várias obras em colaboração com Jean-Claude Carrière, entre elas o famoso
Dicionárioa da estupidez.

## Obras
- Paracelso (1979) OCLC     462814495
- Gutemberg y la invención de la imprenta (1993)
- La carne, el diablo y el confesor: el Kamasutra en la Iglesia, Madrid: Anaya & Mario Muchnik, 1997, ISBN 978-847-9794-02-6
- La bruja y Occidente (1997)
- Las cuatro mujeres de dios: la puta, la bruja, la santa y la tonta, Barcelona: Eds. B, 2001, ISBN 978-84-6660-321-8
- Los grandes libros misteriosos, Esplugas de Llobregat, Barcelona: Plaza & Janes, 1977, ISBN 978-84-0131-107-9
- Le Siècle de Tégédor (roman), Pylône, 2008, ISBN 978-2917-57-700-4
- Catalogue des gothiques francais: 1476-1560, París, DL 2008, ISBN 978-2953-21-440-6
- Délires racistes et savants fous, París: Plon, 2002, ISBN 978-2259-195-71-3
- Les Quatre Femmes de Dieu, París:Plon, 2000, ISBN 978-2259-192-51-4
- Le Dictionnaire des révélations historiques et contemporaines, París:Plon, 1999, ISBN 978-2266-099-56-1
- La sorcière et l'Occident: la destruction de la sorcellerie en Europe des origines aux grands buchers, París: Plon, 1997, ISBN 978-2259-186-03-2 versión online
- La Chair, le Diable et le confesseur, París:Plon, 1994, ISBN 978-22-5900-148-9
- Gutenberg et l'invention de l'imprimerie, París:Fayard, 1992, ISBN 978-2213-02-865-1
- Mensonges d'enfance, París: Robert Laffont, 1986, ISBN 978-2221-05-176-4
- Un Village du Languedoc au XIXe siècle: Colombières-sur-Orb, 1803-1902, Bédarieux: Société archéologique et historique des Hauts coantons de l'Hérault, 1981, OCLC 461626457
- Le livre des bizarres, en colaboración con Jean-Claude Carrière, París: Robert Laffont, 1981, ISBN 978-2221-006-17-7
- 1907: la grande révolte du Midi, París: Robert Laffont, 1976, OCLC 2679694
- Sorcellerie et possession, París: Grasset, 1972, OCLC 726279
- Dictionnaire de la bêtise et des erreurs de jugement, en colaboración con Jean-Claude Carrière, París, Robert Laffont, 1965, OCLC 8435334
- Pierre Laval vingt ans après, París: Robert Laffont, 1963, OCLC 420058862
- Les Melons: roman, París: Robert Laffont, 1956, OCLC 493114600